# オラフ (アナと雪の女王)
オラフ（英: Olaf）は、ディズニーのアナと雪の女王シリーズに登場する架空のキャラクター。初登場は、ウォルト・ディズニー・アニメーション・スタジオが制作した長編アニメーション映画『アナと雪の女王』（2013年）。

## 概要
物語の序盤では、幼少期のエルサとアナによって作られた無生物の雪だるまとして登場する。その後、エルサの魔法によって命を与えられた人間のような雪だるまとして再登場し、アナとクリストフのエルサ捜索の旅を手助けする。続編『アナと雪の女王2』（2019年）をはじめ、短編『アナと雪の女王 エルサのサプライズ』（2015年）、『アナと雪の女王/家族の思い出』（2017年）、『オラフの生まれた日』（2020年）、ショートシリーズ『オラフが贈る物語』（2021年）などにも登場する。ほとんどの作品でジョシュ・ギャッドが声を担当している。

## 制作

### 原案とコンセプト
ディズニーは、ハンス・クリスチャン・アンデルセンの童話『雪の女王』の映画化を試みた最初の例として、1943年にウォルト・ディズニーが著者の伝記映画を制作する可能性を検討した際に、この物語を取り上げた。しかし、物語や登場人物があまりにも象徴的であるため、映像化が困難と判断された。その後も、ディズニーの幹部たちは映画化を試みたものの、同様の課題に直面し、すべての企画が棚上げとなった。
2008年、クリス・バックがディズニーに自身の構想を提案し、『Anna and the Snow Queen』というタイトルで、伝統的な手描きアニメーションによる映画が企画された。このバージョンは『アナと雪の女王』とは「全く異なる」もので、原作に忠実なストーリーを持ち、オラフのキャラクターも現在のものとは異なり、マシュマロウに近い役割を担っていた。しかし、2010年初頭までにこの企画も再び中止となった。
その後、2011年12月22日、ディズニーは本作のタイトルを『アナと雪の女王（Frozen）』とし、2013年11月27日の公開を予定していることを発表した。この新たな制作チームによる脚本は「同じコンセプトをもとにしつつ、完全に書き直された」もので、アンデルセンの物語の映像化が長年困難とされていた問題を、アナとエルサを姉妹として描くことで解決した。

### 声の担当
オラフの声優には、トニー賞にノミネートされた俳優であり、ブロードウェイミュージカル『ブック・オブ・モルモン』でエルダー・カニンガム役を演じたジョシュ・ギャッドが起用された。同作は『アナと雪の女王』の作詞作曲を手がけたロバート・ロペスが共同執筆した作品でもある。ギャッドのキャスティングは2013年6月18日に発表された。
ギャッドは、企画が『Anna and the Snow Queen』として進められていた段階でオラフの台詞読みを行っていたが、このプロジェクトが制作に至らなかったことに失望していた。その後、彼は別のプロジェクトに移り、ドリームワークス・アニメーションの『Me and My Shadow』に関わっていたため、オラフ役を逃す可能性があった。しかし、ディズニーが『雪の女王』の企画を再び進めることになり、作詞作曲チームのロバート・ロペスとクリステン・アンダーソン＝ロペスがギャッドの再起用を強く推した。最終的に、ドリームワークスのプロジェクトがストーリーの問題で中止となり、ギャッドは『アナと雪の女王』のキャストに復帰することができた。
監督のジェニファー・リーによると、ギャッドがいなければオラフは映画から削除されていた可能性があったという。彼女が制作に参加した当初、「雪だるまを消そう」と考えていたが、アニメーターがギャッドを想定した変更を提案したことで、最終的に彼をキャスティングする決断を下した。
ギャッドは、ディズニー映画に出演することが子供の頃からの夢だったと語っている。「僕はディズニーアニメの“第二の黄金時代”に育った。『リトル・マーメイド』『美女と野獣』『アラジン』『ライオン・キング』が公開されるたびに、一大イベントだった」と振り返っている。特に『ライオン・キング』のティモンとプンバァや、『アラジン』のジーニーといったコミカルなキャラクターの演技に感銘を受け、「いつか僕もこういう役をやりたい」と思うようになったという。また、彼の演技は『ブック・オブ・モルモン』で共演したローリー・オマーリーを参考にしている。

### デザインとキャラクター
オラフは、幼少期のアナとエルサが一緒に作った雪だるまであり、姉妹が引き離される前に持っていた愛と喜びを象徴するキャラクターである。監督のジェニファー・リーは、オラフの役割を明確にすることでキャラクターが形作られていったと述べている。リーによると、オラフは純粋な愛の象徴であり、エルサが「レット・イット・ゴー」を歌う際に思い出すのは、子供時代にアナとオラフを作った最後の幸せな瞬間である。そのため、オラフはその無垢な愛を体現し、幼い頃のアナの特徴も備えている。また、オラフは映画の中で重要なコメディリリーフの役割を果たしており、リーは彼のユーモアを「子どもが率直に物事を言うような面白さ」と表現している。
初期の構想では、オラフはエルサの城の衛兵の一人として描かれていた。この時点では、エルサが邪悪な雪だるまたちの軍団を操る設定が考えられていた。クリス・バックはこの没案について、「エルサが自分の力を学ぼうとする過程の中で、最初に作った“失敗作”のような存在としてオラフを考えていた」と述べている。「例えるなら、最初に焼いたパンケーキのようなものだ。最初のパンケーキって、うまく焼けずに捨ててしまうことがあるだろう？ それがオラフだったんだ」。しかし、キャラクターを複雑にしすぎないようにするため、監督たちは彼に子どもらしい純真さを持たせることに決めた。リーは、「子どもが作る雪だるまって、ちょっと不格好で頭が完璧な形にならなかったりするよね。それをイメージしてデザインを考えた」と説明している。
ジョシュ・ギャッドは収録中にオラフのキャラクターをさらに発展させるアイデアを多く提案したが、監督たちは物語のバランスを崩さないよう慎重に調整した。リーは「オラフはジョシュ・ギャッドが加わるまで、まだ曖昧な存在だった。彼と一緒に演じてみることで、オラフの個性や世界観が明確になった」と語っている。プロデューサーのピーター・デル・ヴェッチョも「ギャッドが演じたオラフは、想像以上に面白いキャラクターになった」と評価している。ギャッドのスタジオでの演技はビデオ撮影され、アニメーターたちは彼の表情や動きを参考にしてオラフを描いた。
アニメーション監督の一人であるハイラム・オスモンドが、オラフのキャラクターデザインを主導した。デル・ヴェッチョはオスモンドについて「彼は普段は静かだけど、実はすごくユーモラスな性格をしていて、オラフにぴったりだった」と語っている。オスモンド自身も「自分の性格はオラフに似ている」と認めている。
制作チームは、オラフのアニメーションをより効果的に表現するために、新しいソフトウェア「Spaces」を開発した。オスモンドは「オラフの体がバラバラになることを活かしたアニメーションを作るのは、アニメーターにとって夢のような体験だった。チームには『とにかく楽しんで作ってほしい』と伝えたよ」と語っている。クリス・バックも「オラフの特徴の一つは、体のパーツが分解できることだった。それを最大限に活かそうと考えた。映画の中では、驚くような形でその特性が使われているよ」と述べている。デル・ヴェッチョは「オラフはすっかり独自のコメディキャラクターになった。アニメーターたちも彼を描くのを楽しんでいたよ。彼は雪だるまなのに夏に憧れているという対比も、面白さを引き立てている」と語っている。

## 登場作品

### 『アナと雪の女王』シリーズ

#### アナと雪の女王
幼少期、アナとエルサは一緒に雪だるまを作り、「オラフ」と名付ける。その後、戴冠式の宴でエルサが魔法の力を暴走させ、アレンデールを去った際に、彼女の魔法によってオラフは再び作られ、命を与えられる。これは、エルサが「レット・イット・ゴー」を歌いながら氷の城を築いている最中に起こる。
アナはエルサを探すために旅に出るが、その途中でクリストフとスヴェンに出会い、北の山を登る道中でオラフと遭遇する。アナはすぐにオラフにニンジンの鼻をつける。旅を続ける前に、オラフは「あこがれの夏」を歌い、夏の暑さを経験することに憧れるが、自分が溶けてしまうことには気づいていない。その後、オラフはアナ、クリストフ、スヴェンをエルサの氷の城へ案内する。
しかし、エルサが作り出した巨大な雪だるま・マーシュマロウによって城から追い出され、オラフたちはクリストフの育ての親であるトロールたちのもとへ向かい、アナの心に宿った氷を取り除く方法を探す。トロールたちは「愛さえあれば」を歌いながらアナとクリストフを結婚させようとし、オラフもこのシーンに加わる。
一行は「真実の愛のキス」がアナを救うと考え、アレンデールへ戻る。しかし、道中でオラフは仲間とはぐれてしまう。その後、アナがハンスに裏切られて閉じ込められていた部屋で彼女と再会し、火を灯して温めながら、愛の本当の意味を教える。アナがクリストフを愛していることに気づいたオラフは、クリストフが戻ってきたことを確認し、彼とアナを引き合わせようとする。しかし、突風に吹き飛ばされてしまう。
オラフが再び仲間と合流したときには、すでにアナは完全に凍りついていた。彼はショックを受けるが、アナが氷から解放されると安堵する。オラフは、アナがエルサを救うために自らを犠牲にしたことこそが、真実の愛の証だったと最初に気づく。
その後、エルサが永遠の冬を解き、女王としての地位を取り戻すと、オラフが夏を楽しめるように特別な雪雲を作る。オラフは花の香りを嗅ごうとするが、くしゃみをしてニンジンの鼻をスヴェンの口の中へ飛ばしてしまう。しかし、スヴェンは鼻を返してくれた。最後に、オラフはアナとエルサとともに城の中庭に作られた即席のスケートリンクで楽しく遊ぶ。

#### アナと雪の女王 エルサのサプライズ
オラフは短編映画『アナと雪の女王 エルサのサプライズ』に登場する。物語の中で、彼はエルサに見つからないようにケーキの一部を口に詰め込むが、エルサが目を離した隙にすぐさまそれを元の場所に戻す。
また、エルサがくしゃみをするたびに誕生する「スノーギース」を、クリストフやスヴェンとともに片付けようと奮闘する。物語の終盤では、スノーギースをエルサの氷の城へ送り届け、マシュマロウと一緒に暮らせるように手伝っている。

#### アナと雪の女王/家族の思い出
オラフは、『アナと雪の女王』シリーズの21分間のホリデー短編映画『アナと雪の女王/家族の思い出』に主役として登場する。本作は、2017年11月22日にディズニー・ピクサーの映画『リメンバー・ミー』と同時上映され、期間限定で劇場公開された。その後、2017年12月14日にABCでテレビ初放送された。
物語は、アレンデールにクリスマスが訪れ、アナとエルサが国民のためにサプライズパーティーを企画するところから始まる。オラフは特にこのイベントを楽しみにしていたが、城の中庭でユールベルが鳴らされると、住民たちは例年通り家族のもとへ帰ってしまう。その結果、アナとエルサは、自分たちには家族独自のホリデーの伝統がないことに気づく。エルサは、幼少期に妹と引き離されていたことを思い、申し訳なく感じる。
オラフは、スヴェンとともにアレンデールの住民たちを訪ね、彼らが持つクリスマスの伝統を学ぼうと決意する。さまざまな習慣を集める中で、オーケンのサウナで一度溶けてしまいながらも元に戻り、さらに多くの伝統を取り入れていく。しかし、クリストフのソリに積みすぎたことでバランスを崩し、ソリが壊れ、集めたホリデーアイテムもすべて失ってしまう。唯一残ったのはフルーツケーキだけだったが、それも森を歩いている途中でオオカミに襲われ、なんとか逃げ切るものの、最終的にはタカに奪われてしまう。
自分の使命に失敗したと感じたオラフは、悲しみに暮れて森の中をさまよい、二度と戻らないほうがいいのではないかと考える。一方、スヴェンはクリストフ、アナ、エルサにオラフがオオカミに襲われたことを知らせ、彼らはすぐに捜索隊を結成する。ついに、アナとエルサは落胆したオラフを見つけ、彼が自分たちのために尽力してくれたことを知る。そして、オラフがまさに二人の「クリスマスの伝統」そのものであったことを明かす。
長年、エルサと離れ離れになっていた間、アナは毎年クリスマスにオラフの絵を描き（時にはオラフの人形も作り）、それをエルサの部屋の扉の下に滑り込ませていた。それは幼い頃の思い出を忘れないため、そしてエルサへの愛を伝えるためだった。こうして、二人にとって最も大切なクリスマスの伝統はオラフであると気づく。
物語の終盤では、アナとエルサがオラフや住民たちとともに凍った湖の上でホリデーパーティーを開き、オーロラの下で巨大な氷のクリスマスツリーを作り上げる。

#### アナと雪の女王2
オラフは、2019年11月22日にアメリカで公開された『アナと雪の女王2』にも登場する。本作では、彼がもはやエルサの特製の雪雲を必要とせず、「永久凍土（パーマフロスト）」の層を持つことで溶ける心配がなくなったことが明らかになる。
物語の中で、アレンデールからの避難中、強風に飛ばされそうになるが、クリストフによって助けられる。また、オラフは子どもたちと一緒に遊びながら氷の結晶を飾る様子も描かれる。
その後、エルサが過去の真実を知ったことで氷漬けになり、彼女の魔法が消滅した影響でオラフも崩れ落ちてしまう。しかし、アナがダムを破壊し、エルサがその行動によって救われると、エルサはオラフを再び作り直し、復活させる。

#### オラフの生まれた日
『オラフの生まれた日』は、エルサによって作られた直後からアナとクリストフに出会うまでのオラフの物語を描いた短編映画である。本作では、オラフがなぜ夏を好むのか、そしてどのようにして自分の名前を思い出したのかが明かされる。

#### オラフが贈る物語
『オラフが贈る物語』は、『アナと雪の女王2』のワンシーンでオラフが90秒で『アナと雪の女王』の物語を要約したことに着想を得た短編シリーズである。本作では、オラフが同じようなスタイルでディズニーの名作映画をユーモラスに再現する。取り上げられた作品には、『リトル・マーメイド』『アラジン』『ライオン・キング』『塔の上のラプンツェル』『モアナと伝説の海』が含まれる。

### その他のアニメーション作品での登場
オラフは、テレビアニメシリーズ『ちいさなプリンセス ソフィア』のエピソード「ひみつのとしょしつ オラフとネトルのものがたり」に登場する。本作は4部構成のストーリーアークの第2話として制作され、2016年2月15日にディズニー・チャンネルおよびディズニージュニアで初放送された。オラフの声はジョシュ・ギャッドが再び担当している。
また、2020年4月6日から、ディズニー・アニメーションの公式YouTubeチャンネルで短編シリーズ『おうちでオラフ』が配信された。このシリーズでは、オラフがさまざまな冒険を繰り広げる様子が描かれており、ギャッドが引き続き声を担当している。
さらに、ディズニー100周年記念の短編映画『ワンス・アポン・ア・スタジオ -100年の思い出-』にも登場。オラフは、『アラジン』のジーニーを描いている最中に、ジーニーが突然絵から飛び出して驚かされるシーンがある。また、ディズニー・アニメーションのキャラクターたちと一緒に集合写真にも参加している。こちらでもギャッドが声を担当した。

### ビデオゲームでの登場
オラフは、ビデオゲーム『Frozen: Olaf's Quest』の主人公として登場する。
また、『ディズニー インフィニティ3.0』ではプレイヤーキャラクターとして登場し、他のキャラクターと同様にゲームと連動するフィギュアが発売された。
モバイルゲーム『ディズニー マジックキングダムズ』では、期間限定でアンロック可能なプレイアブルキャラクターとして登場する。
『キングダム ハーツIII』では、オラフはアレンデールの世界に登場し、映画『アナと雪の女王』と同様の役割を担う。さらに、主人公ソラがオラフの体のパーツを探し集めるミニゲームも収録されている。英語版ではジョシュ・ギャッドが引き続き声を担当しているが、日本語版では当初ピエール瀧が声を演じていたものの、アップデートパッチで武内駿輔による再録版に差し替えられた。
ライフシミュレーションゲーム『ディズニー ドリームライトバレー』では、村人の一人として登場し、ジェイク・グリーンが声を担当している。
さらに、アクションRPG『Disney ミラー・ウォリアーズ』では、オラフの別バージョンがプレイアブルキャラクターとして登場する。

### テーマパークでの登場
ディズニーランドでは、アナとエルサのグリーティング施設の屋根の上に、話すオーディオアニマトロニクスのオラフが設置されていた。
2014年7月5日から9月1日まで、ディズニー・ハリウッド・スタジオで開催された「Frozen Summer Fun」では、オラフが「Olaf on Summer Vacation」のセクションに登場し、ゲストに向けて自身の冒険を報告する役割を担った。また、パーク内の各所でグッズとして購入できるほか、「Frozen Fireworks Spectacular」ではアナ、エルサ、クリストフとともに登場し、『アナと雪の女王』の楽曲に合わせた花火ショーを盛り上げた。
2014年11月7日から12月31日まで、マジック・キングダムで開催された「Mickey’s Very Merry Christmas Party」では、オラフが「Mickey’s Once Upon a Christmastime Parade」に登場した。
2015年1月7日から、ディズニー・カリフォルニア・アドベンチャーでは「Olaf's Snow Fest」でオラフとのグリーティングが正式に開始された。また、「Frozen Fun」イベントの一環として、ディズニー・アニメーション・ビルディングの「Animation Academy」では、ゲストがオラフやマシュマロウの描き方を学ぶことができた。
2015年5月22日には、ディズニーランドの60周年記念の一環として、新しいナイトパレード「ペイント・ザ・ナイト」が初披露され、その中でアナ、エルサ、オラフが乗った『アナと雪の女王』のフロートも登場した。
2016年6月21日には、エプコットに新設されたダークライド「フローズン・エバー・アフター」でオーディオ・アニマトロニクスのオラフが登場。スヴェンとともに「雪だるまつくろう」のメロディーに乗せてゲストをエルサの氷の城へと招待する場面がある。さらに、エルサの城の中で「生まれてはじめて」を歌いながらスケートをする姿や、エンディングでアナやエルサと一緒に「あこがれの夏」を披露するシーンもある。

### その他の登場
オラフは、「Sky Adventures」のテレビCMにも登場している。
また、2017年に開催された第91回メイシーズ・サンクスギヴィング・デイ・パレードでは、オラフのバルーンが初めて登場した。

### 評価
『デン・オブ・ギーク』のデビッド・クロウは、オラフを「かわいいサイドキック」と評し、彼のキャラクターには「純粋な誠実さが詰まっている」と述べた。
『バラエティ』のスコット・ファウンダスは、主要キャラクターに対していくつかの批判を述べたものの、オラフだけは「非の打ちどころがない」と評価し、スピンオフ映画を制作する価値があると考えた。
『IGN』のクリス・カールは、ジョシュ・ギャッドの演技を「一貫して爆笑もの」と評し、その「完璧なタイミングのボイスワーク」や、オラフの「圧倒的な存在感を放つ歌」を称賛した。
『RogerEbert.com』のクリスティ・ルミールは、ジョシュ・ギャッドが演じるオラフを「愛すべきおバカなキャラクター」と評価した。
『ScreenCrush』のマット・シンガーは、当初オラフを嫌っていたものの、後にキャラクターの魅力を認めるようになったと語っている。特に、ジョシュ・ギャッドの声が持つ純真さや、オラフの体のパーツがバラバラになることを活かしたフィジカルコメディに対して、改めて高く評価するようになったという。